# فيليبا جيوردانو
فيليبا جيوردانو (بالإيطالية: Filippa Giordano)‏ هي مغنية ومغنية أوبرا إيطالية، ولدت في 14 فبراير 1974 في باليرمو في إيطاليا.

## وصلات خارجية
- الموقع الرسمي
- فيليبا جيوردانو على موقع IMDb (الإنجليزية)
- فيليبا جيوردانو على موقع ميوزك برينز (الإنجليزية)
- فيليبا جيوردانو على موقع أول ميوزيك (الإنجليزية)
- فيليبا جيوردانو على موقع ديسكوغز (الإنجليزية)